# Saúl Schkolnik
Saúl Schkolnik (Santiago, 9 de octubre de 1929-Putaendo, 25 de octubre de 2017) fue un escritor, poeta, arquitecto y licenciado en filosofía chileno, conocido por sus cuentos para niños, donde aborda temas que van desde temas valóricos, la ciencia y la ecología hasta los mitos de la tradición oral chilena y española.

## Biografía
Estudió en el Instituto Inglés y cursó la carrera de arquitectura en la Universidad de Chile, donde se tituló en 1955. Continuó su formación académica en el Instituto Pedagógico de la Universidad de Chile, donde obtuvo el grado de licenciado en filosofía en ciencias en 1973.
Se desempeñó como arquitecto en el área de viviendas prefabricadas. Dictó clases de arquitectura en la Universidad de Chile y de filosofía en el Instituto Pedagógico y en la Escuela de Ciencias de la Universidad de Chile, entre otras.
En 1964, Jaime Bendersky le publicó su primer libro para niños, Cuentos de por qué.
Durante la Unidad Popular, dirigió la revista infantil Cabrochico, publicada por Quimantú. Su objetivo era crear una revista alternativa a las publicaciones aparentemente inocentes de Walt Disney.
En 1979 obtuvo el primer lugar en el Concurso Latinoamericano de Literatura Infantil, convocado por la Unesco y celebrado en Colombia, por su libro de cuentos Un cazador de cuentos. Participó también en la siguiente edición logrando el cuarto lugar. Schkolnik declaró que ganar este certamen, donde participaron  2500 escritores, lo motivó a seguir escribiendo y a dedicarse por completo a la literatura.
En la década de 1980, fundó la editorial Alicanto, que se dedicó a publicar literatura infantil.
Entre los reconocimientos que recibió se pueden mencionar el segundo lugar en el Concurso Convenio Andrés Bello para televisión, una mención honrosa en los Juegos Literarios Gabriela Mistral, de la Municipalidad de Santiago y el quinto lugar en el Premio Lazarillo, certamen de literatura infantil en España. En 1995 recibió el Premio de Literatura Infantil del Consejo del Libro y la Lectura por su libro Un cazador de cuentos y fue nominado en dos ocasiones, 2004 y 2006, al Premio Nacional de Literatura de Chile.
Al año 2006, era miembro de la Organización Internacional para el Libro Juvenil (IBBY), donde participaba en su directorio, y vicepresidente de la Corporación de Amigos del Museo de Historia Natural.

## Obra
Fue autor de alrededor de cien libros publicados, por lo que se considera uno de los más prolíficos escritores chilenos de literatura infantil.
El investigador literario especializado en literatura infantil Manuel Peña observa tres corrientes distintivas en su obra: la primera consiste en cuentos tradicionales, donde predominan los elementos fantásticos; en la segunda trata temas de divulgación científica y tecnológica, como la vida de los animales o el ritmo del universo; por último rescata en sus cuentos los mitos orales chilenos y latinoamericanos. De acuerdo a Peña, es en esta última línea donde Schkonik «halla su verdadero camino. Su método es el mismo que utilizaron los folkloristas alemanes románticos (los hermanos Grimm), pero él se empapa del mundo mítico que palpita en las regiones apartadas de Chile».

### Obras publicadas
- El Arco Iris
- Cuentos de por qué (1965)
- Un cazador de cuentos (1979)
- Cuentos para adolescentes románticos (1979)
- Érase una vez, un hermoso planeta llamado Tierra (1981)
- Colorín colorado, ovulito fecundado (1981)
- Cazando fantasías (poesía, 1982)
- Había una vez (1982)
- La espina del algarrobo (1982)
- Cuentos del Tío Juan y El Zorro Culpeo (1983)
- Cuentos para los más pequeños (1985)
- Yan en la misteriosa Isla de Pascua (1985)
- 2 X L Y y otros cuentos de ciencia ficción (1986)
- Un taller para soñar (editado por Unicef, 1987)
- La historia de Frog, un sapo como cualquier otro (1988)
- Se necesita un rayo de sol (1989)
- José Hombre (1990)
- Cuentos para adolescentes románticos (1990)
- Antai, la historia del príncipe de los Licanantai (1991)
- Cuentos de pueblos originarios (1992)
- Tres príncipes (1993)
- ¿Hacia dónde volarán los pájaros? (1994)
- ¿Por qué llora la princesita? (1994)
- El principito flojo y otros cuentos (1994)
- El ratón forzudo y el resorte (1995)
- Cuentos de los derechos del niño (1996)
- Cuentos de terror, magia y otras cosas extrañas (1997)
- Hombres que hicieron llover (1997)
- Cuentos ecológicos (1999)
- Cuentos con pulgas (1998)
- Del Cuzco al Cachapoal (2000)
- Niños de aquí y jóvenes de allá (2002)
- Cuentos transversales (2003)
- Cuentos grandes para monstruos pequeños (2004)
- Poemas para volar (poesía, 2005)
- Cuentos para tiritar de miedo (2006)
- ¿Quieren saber por qué les cuento cuentos mapuches? (2006)
- Manolito Bostezos y otros niños modelos (2009)
- De miedos y pájaros (2011)
- Marcel y sus cuentos (2012)
- No me creas lo que te cuento (2013)
- Cuentos para sonreír (2014)